# Thomas Gaardsøe
Thomas Gaardsøe Christensen (Gassum, Dinamarca, 23 de noviembre de 1979), futbolista danés. Juega de defensa y su actual equipo es el Esbjerg fB de Dinamarca. 

## Selección nacional
Ha sido internacional con la Selección de fútbol de Dinamarca, ha jugado 2 partidos internacionales y ha anotado 1 gol.

## Clubes
| Club                 | País       | Año       |
| -------------------- | ---------- | --------- |
| Aalborg BK           | Dinamarca  | 1997-2001 |
| Ipswich Town         | Inglaterra | 2001-2003 |
| West Bromwich Albion | Inglaterra | 2003-2006 |
| Aalborg BK           | Dinamarca  | 2009      |
| Esbjerg fB           | Dinamarca  | 2010-     |

## Palmarés

### Campeonatos nacionales
| Título           | Club       | País      | Año  |
| ---------------- | ---------- | --------- | ---- |
| Superliga Danesa | Aalborg BK | Dinamarca | 1999 |